# 4432 McGraw-Hill
4432 McGraw-Hill este un asteroid din centura principală, descoperit pe 2 martie 1981 de Schelte Bus.